# Blood & Honour
Blood & Honor este o organizație de extremă dreapta care promovează formațiile neonaziste înființată în Marea Britanie de către Ian Stuart Donaldson⁠(d) și Nicky Crane⁠(d) în 1987. Grupul este cunoscut pentru legăturile sale cu Combat 18.
Codul 28 este uneori folosit pentru a reprezenta Blood & Honor, derivat din a doua și a opta literă ale alfabetului latin⁠(d), iar grupul utilizează simboluri naziste. Pe site-ul său oficial se descrie drept o „rețea muzicală de rezistență” și își denumește „confederația globală de luptători pentru libertate” Frăția 28.
În Marea Britanie, grupul organiza concerte cu formații white power⁠(d) asociate genului muzical Rock Against Communism (RAC). Organizația publicat o revistă intitulată Blood and Honour (în română Sânge și Onoare). Există filiale oficiale ale acesteia în mai multe țări, inclusiv două grupuri rivale în Statele Unite ale Americii. Mai mult, grupul este interzis în țări precum Germania, Spania, Rusia și Canada.